# Earl Hines/Diskografie

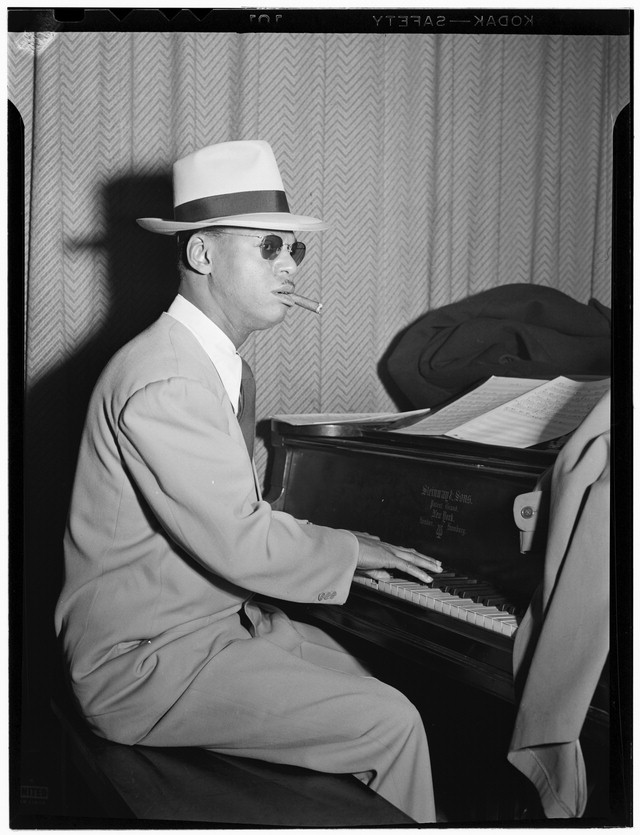
Earl Hines (1947)

Diese Diskografie ist eine Übersicht über die veröffentlichten Tonträger des Jazzmusikers Earl Hines. Sie umfasst seine Alben unter eigenem Namen (Abschnitt 1), eine Auswahl an Veröffentlichungen auf Schellackplatten (Abschnitt 2), seine Mitwirkungen als (Gast)solist bei weiteren Produktionen (Abschnitt 3) und Kompilationen (Abschnitt 4). Nach Angaben des Diskografen Tom Lord war er zwischen 1923 und 1981 an 385 Aufnahmesessions beteiligt.

## Alben unter eigenem Namen
Dieser Abschnitt listet die von Earl Hines veröffentlichten LPs chronologisch nach Erscheinungsjahr, ergänzt um einige posthume Alben. Die Schellack-Ära und darauf bezogene Kompilationen werden in separaten Abschnitten abgehandelr.
- 1950: Earl Hines and the All Stars (Mercury)
- 1951: Earl Hines (Columbia)
- 1952: Fats Waller Songs (Brunswick)
- 1956: Fatha Plays Fats (Fantasy)
- 1956: Solo (America)
- 1956: Oh, „Father“! (Epic)
- 1957: The Incomparable Earl „Fatha“ Hines (Tops)
- 1958: The Earl Hines Trio (Epic)
- 1958: Paris One Night Stand (Philips)
- 1960: Earl’s Pearls (MGM)
- 1961: A Monday Date (Riverside)
- 1963: Earl "Fatha" Hines (Capitol)
- 1964: Spontaneous Explorations (Contact)
- 1965: Up to Date with Earl Hines (RCA Victor)
- 1965: Paris Session (Ducretet Thomson/Columbia)
- 1965: The Real Earl Hines Recorded Live! in Concert (Focus)
- 1965: Grand Reunion (Limelight, mit Coleman Hawkins, Roy Eldridge)
- 1966: Once Upon a Time (Impulse!)
- 1966: Stride Right mit Johnny Hodges (Verve)
- 1966: Here Comes Earl „Fatha“ Hines (Contact)
- 1966: Dinah (RCA Victor)
- 1966: The Great Earl Hines (Polydor)
- 1966: Blues in Thirds (Fontana)
- 1967: Jazz Meanz Hines! (Fontana)
- 1967: Three Faces Of Earl Hines (Jazzology)
- 1968: Swing’s Our Thing (Verve, mit Johnny Hodges)
- 1968: "Fatha" Blows Best(Decca)
- 1968: Blues & Things mit Jimmy Rushing (Master Jazz)
- 1968: The Incomparable Earl „Fatha“ Hines (Fantasy)
- 1969: A Night At Johnnie's (Black & Blue, mit Budd Johnson)
- 1969: Earl Hines at Home (Delmark)
- 1970: Earl Fatha Hines (Everest)
- 1970: The Quintessential Recording Session (Halycon)
- 1970: Fatha & His Flock on Tour (MPS)
- 1970: Live at the Overseas Press Club (Chiaroscuro, mit Maxine Sullivan)
- 1970: All Star Jazz Session (Springboard)
- 1971: Tea for Two (Black Lion)
- 1971: Earl Hines in Paris (America)
- 1971: Earl Hines at Home (Delmark)
- 1971: Earl Hines Plays Duke Ellington (Master Jazz)
- 1971: Hines Does Hoagy (Audiophile)
- 1971: My Tribute to Louis – Piano Solos By Earl Hines (Audiophile)
- 1971: Comes in Handy (Audiophile)
- 1972: Hines Plays Hines (Swaggie)
- 1972: Earl Hines (GNP Crescendo)
- 1972: Tour de Force (Black Lion)
- 1972: Earl Hines ▪ Jonah Jones ▪ Buddy Tate ▪ Cozy Cole: Back on the Street (Chiaroscuro)
- 1973: The Mighty Fatha (Flying Dutchman)
- 1973: Plays Gershwin (Diques Festival)
- 1973: Quintessential Continued (Chiaroscuro)
- 1974: Earl Hines at Sundown (Black and Blue)
- 1974: It Don’t Mean a Thing If It Ain’t Got That Swing! mit Paul Gonsalves (Black Lion)
- 1974: Earl Hines Plays Cole Porter (Swaggie)
- 1974: Hines ’74 (Black & Blue)
- 1974: Quintessential ’74 (Chiaroscuro)
- 1974: Another Monday Date (Prestige)
- 1974: Earl Hines / Budd Johnson: The Dirty Old Men (Black and Blue)
- 1974: Earl Hines at the New School Vol 2 (Chiaroscuro)
- 1975: Earl Hines in New Orleans Vol. 1 (Up)
- 1975: Tour de Force Encore (Black Lion)
- 1975: Earl Hines in New Orleans Vol. 2
- 1975: Duet! (MPS), mit Jaki Byard
- 1975: West Side Story (Black Lion; Livemitschnitt vom Montreux Jazz Festival 1974)
- 1975: At the Village Vanguard mit Roy Eldridge (Xanadu)
- 1975: Fireworks (RCA)
- 1975: Earl Hines / Barney Bigard: Giants in Nice (RCA)
- 1976: Earl Hines at Club Hangover Vol. 5 (Storyville, 1955, ed. 1976)
- 1976: Hot Sonatas mit Joe Venuti (Chiaroscuro)
- 1976: Live at Buffalo (Improv)
- 1976: Earl Hines at Saralee’s (Fairmont)
- 1976: Joe Venuti & Earl Hines: Hot Sonatas (Chiaroscuro)
- 1977: Earl Hines in New Orleans (Chiaroscuro, mit Wallace Davenport, Orange Kellin)
- 1977: Lionel Hampton Presents Earl Hines (Who’s Who in Jazz)
- 1977: The Giants (Black Lion, mit Stéphane Grappelli)
- 1977: An Evening with Earl Hines (Chiaroscuro)
- 1977: Earl Hines Quartet (Chiaroscuro)
- 1977: Live at the New School (Chiaroscuro, 1973, ed. 1977)
- 1977: Solo Walk in Tokyo (Denon, 1972, ed. 1977)
- 1977: Swingin’ Away (Black Lion, 1973, ed. 1977)
- 1977: Jazz Is His Old Lady...and My Old Man (Catalyst, mit Marva Josie)
- 1977: The Father Of Modern Jazz Piano (M.F.)
- 1978: One for My Baby (Black Lion, 1974, ed. 1978)
- 1978: The Dirty Old Men (Black and Blue)
- 1978: Earl Fatha Hines and His All Stars Featuring Muggsy Spanier: At The Crescendo Volume 2 (GNP Crescendo, rec. 1956, ed. 1978)
- 1978: We Love You Fats (Doctor Jazz, mit Teresa Brewer)
- 1978 Partners in Jazz (MPS, mit Jaki Byard)
- 1978: Fatha (M & K Realtime Records)
- 1978: Earl Hines and Harry Edison: Earl Meets Harry (Black & Blue)
- 1979: Linger Awhile (Bluebird)
- 1979: Earl Meets Sweets and Jaws (Ex Libris, mit Eddie Lockjaw Davis und Harry Sweets Edison)
- 1979: The Indispensable Earl Hines Vol. 1 and 2 (RCA)
- 1981: The Indispensable Earl Hines Vol. 3 and 4 (RCA)
- 1982: Deep Forest (Black Lion)
- 1982: Earl Hines with Marva Josie and The 150 Band: Fatha’s Birthday (VDO)
- 1983: The Legendary Little Theater Concert of 1964 Vols. 1 & 2 (Muse)
- 1983: Texas Ruby Red (Black Lion)
- 1983: Fatha (Quicksilver)
- 1983: Live and in Living Jazz (Quicksilver, 1972, ed. 1983)
- 1984: Master of Jazz Vol. 2 (Storyville, 1974, ed. 1984)
- 1985: Earl Hines and His Esquire All Stars Featuring Dicky Wells (Storyville)
- 1985: Varieties! (Xanadu)
- 1986: Earl’s Backroom and Cozy’s Caravan (Felsted)
- 1987: Hine’s Tunes (France’s Concert, 1965, ed. 1987)
- 1988: Live at the Village Vanguard (Columbia)
- 1988: Earl Hines Plays Duke Ellington (New World, 1971, ed. 1988)
- 1989: Earl Hines/Ray Nance: Mostly Fats (Doctor Jazz, ed. 1989)
- 1989: Live in Orange (Black and Blue, 1974, ed. 1989)
- 1992: Reunion in Brussels (Red Baron, 1965, ed. 1992)
- 1994: Earl Hines and the Duke’s Men (Delmark)
- 1994: Live Aalborg Denmark 1965 (Storyville, 1965, ed. 1994)
- 1995: Grand Reunion (Verve)
- 1997: Earl Hines Plays Duke Ellington Volume Two
- 2000: An Evening with Earl Hines & Nils-Bertil Dahlander (Dragon, 1965, ed. 2000)
- 2000: Live at Ratso’s (Storyville, 1976, ed. 2000)
- 2001: At the Party (Delmark, 1970, ed. 2001)
- 2005: Earl Hines with the Alex Welsh Band (Jazzology, 1965, ed. 2005)
- 2005: Earl Hines – Classic Sessions 1928–1945[2] (Mosaic Records)

## Aufnahmen von Earl Hines auf Schellackplatten
| VÖ   | Titel (A-Seite)                                                                                                 | Titel (B-Seite)                                                | Musiklabel Katalog-Nr.  |
| ---- | --- | -------------------------------------------------------------- | ----------------------- |
| 1929 | 57 Varieties | I Ain’t Got Nobody and Nobody Cares for Me                     | Okeh 41175              |
| 1932 | Jimmy Dorsey: Oodles of Noodles                                                                                 | Earl Hines: Down Among the Sheltering Palms                    | Brunswick 1381          |
| 1934 | Buck Washington: Old Fashioned Love                                                                             | Earl Hines: A Monday Date                                      | Parlophone A 3989       |
| 1939 | The Father’s Getaway                                                                                            | Reminiscing at Blue Note                                       | Blue Note 5             |
| 1940 | Rosetta | Glad Rag Doll                                                  | Bluebird B-10555        |
| 1940 | Child of a Disordered Brain                                                                                     | Body and Soul                                                  | Bluebird B-10642        |
| 1942 | Louis Armstrong and Earl Hines: Weather Bird                                                                    | Louis Armstrong and His Orchestra: Muggles                     | Parlophone A7379        |
| 1944 | Cozy Cole All Stars Featuring Earl Hines: Thru’ for the Night                                                   | Cozy Cole All Stars Featuring Earl Hines: Father Cooperates    | Keynote Records 1301    |
| 1944 | Charley Shavers Quintet Featuring Earl Hines: Stardust                                                          | Charley Shavers Quintet Featuring Earl Hines: Curry in a Hurry | Keynote Recordings 1305 |
| 1945 | Stowaway | Panther Rag                                                    | Hot Record Society 1011 |
| 1945 | Earl Hines, Paul Baron and His Orchestra: Boogie Woogie On St. Louis Blues / Paul Baron’s Sextet Bugle Call Rag | Muggsy Spanier and His V-Disc All Stars: That’s a Plenty       | V-Disc 424              |
| 1946 | Just Too Soon                                                                                                   | Chicago High Life                                              | H. R. S. 1012           |
| 1949 | Fine and Dandy                                                                                                  | Boogie Woogie on the St-Louis Blues                            | Royal Jazz R.J. 722     |
| 1949 | Honeysuckle Rose                                                                                                | Singin’ for My French Brothers                                 | Royal Jazz R.J. 723     |
| 1950 | Keyboard Kapers                                                                                                 | Sweet Honey Babe                                               | MGM Records MGM 6049    |
| 1951 | Rosetta | ’Deed I Do                                                     | Columbia 39260          |

Aufnahmen von Earl Hines and His Orchestra, siehe:
Aufnahmen von Earl Hines in frühen Gruppen von Louis Armstrong:

## Alben als Solist bei weiteren Produktionen (Auswahl)
| Album                                                              | Künstler                                                                      | rec  | Musiklabel           | Anmerkungen |
| ------------------------------------------------------------------ | ----------------------------------------------------------------------------- | ---- | -------------------- | --- |
| Louis Armstrong And His All Stars                                  | Louis Amstrong and The All Stars (Hot Five)                                   | 1947 | Frémeaux et Associés | |
| Louis Armstrong and His All Stars Philadelphia, August 7 & 9, 1949 | Louis Amstrong and The All Stars (Hot Five)                                   | 1949 | Jazz Connoisseur     | |
| Eddie Condon Jam Session                                           | Eddie Condon                                                                  | 1949 | Queen                | Eddie Condon’s Floor Show (NBC), mit Wild Bill Davison, Louis Armstrong, Cutty Cutshall, Jack Teagarden, Peanuts Hucko, Ernie Caceres, Joe Bushkin, Earl Hines, Horace Henderson, Eddie Condon, Jack Lesberg, George Wettling, Billie Holiday |
| The Complete 1951 Pasadena Concerts                                | Louis Amstrong                                                                | 1951 | Decca                | |
| Louis Armstrong and His Hot Five with Earl Hines                   | Louis Amstrong                                                                | 1954 | Odeon                | |
| Spanier in Chicago                                                 | Muggsy Spanier                                                                | 1957 | VRM                  | mit Jimmy Archey, Darnell Howard, Pops Foster, Earl Watkins |
| At the Olympia Theatre, Paris                                      | Jack Teagarden/Earl Hines All Stars                                           | 1957 | Magic                | Max Kaminsky, Jack Teagarden, Peanuts Hucko, Earl Hines, Jack Lesberg, Cozy Cole |
| Swingin’ the ’20s                                                  | Benny Carter Quartet with Earl Hines                                          | 1958 | Contemporary         | Benny Carter, Earl Hines, Leroy Vinnegar, Shelly Manne |
| Livin’ with the Blues                                              | Barbara Dane Acc by Earl Hines and His Orchestra                              | 1959 | Dot Records          | Barbara Dane mit Benny Carter, Herbie Harper oder John Haliburton (tb), Plas Johnson, Earl Hines, Leroy Vinnegar, Shelly Manne |
| At the Monterey Jazz Festival                                      | Jimmy Witherspoon                                                             | 1959 | Hifi Jazz / Fantasy  | mit Roy Eldridge, Woody Herman, Coleman Hawkins, Ben Webster, Earl Hines, Vernon Alley, Mel Lewis |
| Rifftide                                                           | Coleman Hawkins with the Earl Hines Trio                                      | 1965 | Pumpkin              | mit George Tucker, Oliver Jackson |
| The Jazz Piano                                                     | V.A.                                                                          | 1965 | RCA Victor           | Sessions mit Duke Ellington, Earl Hines, Billy Taylor, Willie The Lion Smith, George Wein, Mary Lou Williams, Larry Gales, Ben Riley |
| Piano Summit                                                       | Earl Hines, Teddy Wilson, John Lewis, Lennie Tristano, Bill Evans, Jaki Byard | 1986 | Philology            | mit Niels-Henning Ørsted Pedersen, Alan Dawson |
| Three Shades of Blue                                               | Johnny Hodges                                                                 | 1970 | Flying Dutchman      | Bigband |
| Timex All Star Swing Festival                                      | V.A.                                                                          | 1972 | Timex                | Bobby Hackett, Max Kaminsky, Doc Severinsen, Dizzy Gillespie, Tyree Glenn, Barney Bigard, Earl Hines, Arvell Shaw, Barrett Deems, Ella Fitzgerald\|                                                                                           |
| This Is Marva Josie                                                | Marva Josie Acc by Earl „Fatha“ Hines and His Orchestra                       | 1973 | Thimble              | Bigband |
| A Buck Clayton Jam Session, Vol. 1                                 | Buck Clayton                                                                  | 1974 | Chiaroscuro          | mit Joe Newman, Doc Cheatham, Urbie Green, Earl Warren, Budd Johnson, Zoot Sims, Joe Temperley, Earl Hines, Milt Hinton, Gus Johnson, Buck Clayton (arr)                                                                                      |
| Tribute to Louis Armstrong                                         | V.A.                                                                          | 1975 | RCA                  | Earl Hines mit Wallace Davenport, Vic Dickenson, Barney Bigard, Maxim Saury, James Leary, Cozy Cole |
| Eric and Earl                                                      | Eric Schneider                                                                | 1979 | Gatemouth            | mit Duke Groner, Barrett Deems |

## Kompilationen (Auswahl)
- ca. 1965: Hines ’65 (Philips/Fontana)
- 1974: Earl Hines, Teddy Wilson, Ellis Larkins, Marian McPartland: Concert in Argentina (Halycon)
- 1986: Earl Hines / Cozy Cole: Earl’s Backroom and Cozy’s Caravan (Felsted)
- 1987: Pete Johnson / Earl Hines / Teddy Bunn: The Pete Johnson / Earl Hines / Teddy Bunn Blue Note Sessions(Mosaic)
- 1994: Earl Hines, Pete Johnson, James P. Johnson: Reminiscing at Blue Note (Blue Note)
- 1994: Earl Hines & The Duke’s Men (Delmark Records)
- 1998: Earl Hines/Muggsy Spanier All Stars: The Chicago Dates (Storyville Records)
- 2001: Earl Hines / Joe Sullivan: Ralph Gleason’s Jazz Casual (Koch Jazz)
- 2012: Classic Earl Hines Sessions 1928–1945 (Mosaic Records, ed. 2012)